# پذیرش سازمانی

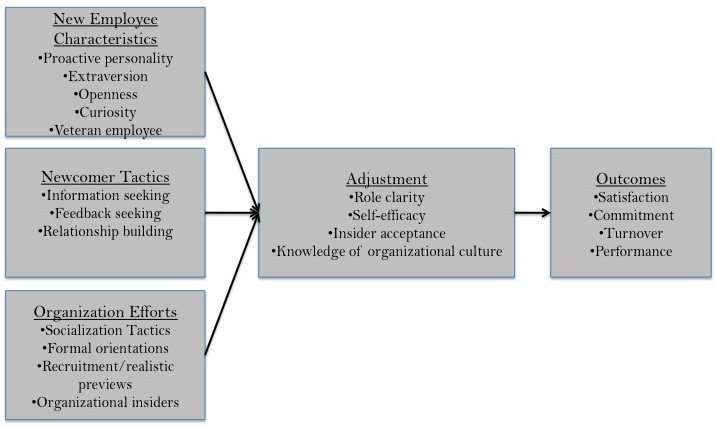
مدل جامع همسوسازی کارکنان جدید (بر اساس مدل باو‌‌ئر و اردوغان - ۲۰۱۱)

همسوسازی (انگلیسی: Onboarding) یا پذیرش سازمانی (organizational socialization) اصطلاحی آمریکایی برای سازوکاری است که کارکنان جدید از طریق آن دانش، مهارت و رفتارهای لازم برای تبدیل شدن به اعضای مؤثر سازمان را به دست می‌آورند. در انگلیسیِ استاندارد، این فرایند با عنوان معارفه (Induction) شناخته می‌شود. بر اساس آمار، در ایالات متحده، تا ۲۵ درصد از نیروی کار افراد تازه‌واردی هستند که درگیر فرایند همسوسازی در سازمان‌هایشان می‌باشند.
تاکتیک‌های مورد استفاده در این فرایند شامل جلسات رسمی، سخنرانی‌ها، فیلم‌ها، مطالب چاپی یا دوره‌های آموزشی مبتنی بر کامپیوتر است که در مورد عملیات و فرهنگ سازمانی که کارمند به آن وارد می‌شود، توضیح می‌دهد. این فرایند در سایر نقاط جهان به عنوان «معارفه» یا «آموزش» شناخته می‌شود.
پژوهش‌ها نشان داده‌اند که به‌کارگیری روش‌های پذیرش سازمانی مانند همسوسازی یا آنبوردینگ به نتایج مثبتی برای کارکنان جدید منجر می‌شود. این نتایج شامل افزایش رضایت شغلی، بهبود عملکرد شغلی، تعهد سازمانی بیشتر و کاهش استرس شغلی و قصد ترک خدمت کارکنان جدید است.
اصطلاح «همسوسازی» (Onboarding) یک اصطلاح تخصصی در مدیریت است که در دهه 1970 رایج شد.

## عوامل زمینه‌ساز موفقیت در پذیرش سازمانی
پژوهشگران فرایند پذیرش سازمانی را به سه بخش تقسیم می‌کنند: ویژگی‌های کارکنان جدید، رفتارهای کارکنان جدید و تلاش‌های سازمان.

### ویژگی‌های کارکنان جدید
این بخش در ادبیات پذیرش سازمانی به شناسایی ویژگی‌های کلیدی شخصیتی کارکنان جدید می‌پردازد که از نظر سازمان برای موفقیت در سازمان مفید تلقی می‌شوند.
شخصیت پیش‌کنشگر تمایل فرد به عهده‌دار شدن کنترل موقعیت‌ها و تسلط بر محیط اطراف است. این نوع شخصیت برای کارکنان مفید تلقی می‌شود زیرا به آن‌ها کمک می‌کند تا بهتر با سازمان سازگار شوند، به اعضای کارآمد سازمان تبدیل شوند و در نهایت رضایت شغلی و عملکردشان را افزایش می‌دهد. 
اعتقاد بر این است که کنجکاوی نقش اساسی در فرایند تطبیق کارکنان جدید ایفا می‌کند. کنجکاوی به عنوان «میل به کسب دانش» تعریف می‌شود که انگیزه‌بخش کاوش فردی در فرهنگ و هنجارهای سازمان است.
در نهایت، کارکنان بر اساس سطوح تجربه شغلی دسته‌بندی می‌شوند، زیرا این عامل تأثیر قابل توجهی بر درک و توانایی تطبیق با نقش جدید دارد.

### رفتارهای کارکنان جدید
رفتارهای کارکنان جدید به فرایند تشویق و شناسایی رفتارهایی اشاره دارد که برای فرهنگ سازمانی و فرایند پذیرش سازمانی مفید تلقی می‌شوند.
دو نمونه از این رفتارها عبارتند از:
برقراری روابط و جستجوی اطلاعات و بازخورد.
جستجوی اطلاعات زمانی اتفاق می‌افتد که کارکنان جدید برای یادگیری در مورد شغل جدید خود و همچنین قواعد، انتظارات، رویه‌ها و خط‌مشی‌های شرکت، از همکاران و مدیران خود سؤال می‌پرسند. این رفتار در طول فرایند همسوسازی و پذیرش سازمانی و حتی فراتر از آن، به عنوان یکی از ویژگی‌های یک کارمند کارآمد به طور کلی، مفید تلقی می‌شود.
جستجوی بازخورد شبیه به جستجوی اطلاعات است، اما به تلاش‌های کارکنان جدید برای سنجش نحوه رفتار درست در سازمان جدیدشان اشاره دارد. کارکنان جدید ممکن است از همکاران یا مدیران خود در مورد نحوه عملکردشان در انجام وظایف خاص شغلی یا اینکه آیا رفتارهای خاصی در بستر اجتماعی و سیاسی سازمان مناسب است، بازخورد بگیرند. با درخواست انتقاد سازنده درباره اقداماتشان، کارکنان جدید می‌آموزند که چه نوع رفتارهایی در شرکت یا گروه کاری مورد انتظار، پذیرفته شده یا مردود است. 
موارد درخواست بازخورد در بسترهای فرهنگی مختلف متفاوت است، به طوری که افرادی که دارای اعتماد به نفس بالا و فرهنگ‌هایی با فاصله قدرت اندک هستند، نسبت به افراد تازه وارد در فرهنگ‌هایی با اعتماد به نفس پایین و فاصله قدرت زیاد، بیشتر به دنبال بازخورد هستند. 
برقراری روابط که به عنوان شبکه‌سازی هم شناخته می‌شود؛ به تلاش‌های کارمند برای ایجاد روابط اجتماعی با همکاران و مدیران اشاره دارد. این امر را می‌توان به صورت غیررسمی، صرفاً از طریق گفتگو با همکاران جدید در زمان استراحت قهوه، یا از طریق روش‌های رسمی‌تر مانند شرکت در رویدادهای شرکت، به دست آورد.

### روابط کارکنان و مدیران
ارتباطات و روابط مثبت بین کارکنان و مدیران برای روحیه کارکنان اهمیت بسزایی دارد.
اینکه یک پیام چگونه منتقل شود، بر نحوه‌ی برقراری روابط و شکل‌گیری احساسات مدیران نسبت به کارکنان تأثیر می‌گذارد. هنگام توسعه‌ی روابط، ارزیابی شهرت شخصی، سبک انتقال پیام و محتوای پیام همگی عوامل مهمی در برداشت‌های متقابل بین مدیران و کارکنان به شمار می‌روند.
با این حال، هنگامی که مدیران در حال ارزیابی صلاحیت شغلی هستند، عمدتاً بر محتوای آنچه که مورد بحث قرار می‌گیرد یا پیام تمرکز می‌کنند. ایجاد روابط کاری و حرفه‌ای بین کارکنان و مدیران در سازمان‌ها به ایجاد روابط کاری پربازده کمک می‌کند.

## تاکتیک‌ها
سازمان‌ها زمان و منابع زیادی را صرف آموزش و معارفه کارکنان تازه استخدام‌شده می‌کنند. سازمان‌ها در تنوع فعالیت‌های اجتماعی که برای فرایند پذیرش سازمانی کارکنان جدید و افزایش بهره‌وری ارائه می‌دهند، با یکدیگر متفاوت هستند.
فعالیت‌های احتمالی شامل تاکتیک‌های جامعه‌پذیری، برنامه‌های رسمی آشنایی با سازمان، راهبردهای جذب نیرو و فرصت‌های یادگیری از متخصصان است.
تاکتیک‌های جامعه‌پذیری یا تاکتیک‌های معارفه با سازمان بر اساس نیازها، ارزش‌ها و سیاست‌های ساختاری یک سازمان طراحی می‌شوند. سازمان‌ها یا از رویکردی سیستماتیک برای فرایند پذیرش سازمانی پیروی می‌کنند یا رویکردی به اصطلاح «شنا کن یا غرق شو» را در پیش می‌گیرند که در آن، از کارکنان جدید انتظار می‌رود بدون راهنمایی، قوانین موجود و انتظارات شرکت را کشف کنند.

### مدل ون مانن و شاین (۱۹۷۹)
جان ون مانن و ادگار اچ شاین، شش عنصر کلیدی راهبردی را شناسایی کرده‌اند که ماهیت و شیوه‌های مختلف پذیرش سازمانی کارکنان جدید در سازمان‌ها را نشان می‌دهند.

#### پذیرش سازمانی جمعی و فردی
پذیرش سازمانی جمعی روندی است که در آن گروهی از کارکنان جدید با هم آموزش می بینند. نمونه هایی از این نوع پذیرش سازمانی شامل آموزش پایه/اردوگاه آموزشی برای یک سازمان نظامی، مراسم عضویت در انجمن های دانشجویی و تحصیلات تکمیلی در دانشگاه ها می شود.
پذیرش سازمانی فردی به کارکنان جدید این امکان را می دهد که آموزش های منحصر به فردی را جدا از سایرین تجربه کنند. نمونه هایی از این فرایند شامل برنامه های کارآموزی، دوره های کارآموزی خاص و آموزش «حین کار» می شود.

#### پذیرش سازمانی رسمی و غیررسمی
پذیرش سازمانی رسمی به روندی گفته می‌شود که در آن کارکنان جدید جدا از کارکنان فعلی سازمان آموزش می‌بینند. این شیوه‌ها باعث تفکیک کارکنان تازه‌وارد از دیگران شده و یا آن‌ها را کاملاً جدا می‌کنند. نمونه‌هایی از پذیرش سازمانی رسمی را می‌توان در برنامه‌هایی مانند آکادمی‌های پلیس، کارآموزی و دوره‌های کارآموزی مشاهده کرد.
در فرایندهای پذیرش سازمانی غیررسمی، تلاشی برای تمایز قائل شدن بین کارکنان جدید و فعلی صورت نمی‌گیرد یا این تلاش بسیار ناچیز است. روش‌های غیررسمی، محیطی کم‌استرس‌تر را برای تازه‌واردان فراهم می‌کند تا از طریق آزمون و خطا نقش جدید خود را بیاموزند.
نمونه‌هایی از پذیرش سازمانی غیررسمی شامل آموزش حین کار، برنامه‌های کارآموزی بدون تعریف مشخص نقش فرد و رویکرد موقعیتی است که در آن فرد تازه‌وارد بدون نقش کارآموزی مشخص، در یک گروه کاری قرار می‌گیرد.

#### پذیرش سازمانی ترتیبی و تصادفی
پذیرش سازمانی ترتیبی به روندی گفته می‌شود که سازمان در آن، مراحل مشخصی را برای کارکنان جدید در فرایند همسوسازی تعریف می‌کند تا آن‌ها به ترتیب طی کنند.
پذیرش سازمانی تصادفی زمانی اتفاق می‌افتد که ترتیب مراحل منجر به رسیدن به نقش مورد نظر، مشخص نباشد و مسیر یادگیری مبهم باشد. به عنوان مثال، ممکن است مراحل متعددی برای رسیدن به نقش‌های خاص سازمانی وجود داشته باشد، اما ترتیب خاصی برای طی کردن این مراحل تعیین نشده باشد.

#### پذیرش سازمانی با زمانبندی مشخص و متغیر
این بعد به این موضوع اشاره دارد که آیا سازمان برای تکمیل فرایند پذیرش سازمانی، جدول زمانی مشخصی ارائه می‌دهد یا خیر.
در پذیرش سازمانی با زمانبندی مشخص، سازمان به کارکنان جدید، زمان دقیق مورد نیاز برای تکمیل فرایند یادگیری برای یک جایگاه خاص را اعلام می‌کند. به عنوان مثال، برخی کارآموزان مدیریت ممکن است در «مسیرهای سریع» قرار بگیرند، به این معنی که علی‌رغم ترجیحات خود، ملزم به پذیرش وظایف به صورت سالانه هستند.
در روش پذیرش سازمانی با زمانبندی متغیر، به کارکنان جدید اجازه می‌دهند فرایند همسوسازی یا آنبوردینگ را زمانی که در موقعیت خود احساس راحتی می‌کنند، به پایان برسانند. این نوع جامعه‌پذیری اغلب با مشاغل رو به رشد در سازمان‌های تجاری مرتبط است. دلیل این امر وجود عوامل غیرقابل کنترل است؛ مانند وضعیت اقتصادی یا نرخ جابجایی که تعیین می‌کند آیا فرد تازه‌وارد به سطح بالاتری ارتقا می‌یابد یا خیر.

#### پذیرش سازمانی زنجیره‌ای و انفرادی
پذیرش سازمانی زنجیره‌ای روندی است که در آن کارکنان با تجربه سازمان، کارکنان جدید را راهنمایی و آموزش می‌دهند. یک نمونه از پذیرش سازمانی زنجیره‌ای، زمانی است که یک افسر تازه‌کار پلیس با یک افسر باتجربه در گشت‌زنی همراه می‌شود و از تجربیات او می‌آموزد.
در مقابل، پذیرش سازمانی انفرادی زمانی اتفاق می‌افتد که کارکنان جدید از الگوهای پیشینیان خود پیروی نمی‌کنند و هیچ راهنمایی برای چگونگی انجام وظایف به آن‌ها داده نمی‌شود و مربی‌ای برای آموزش آن‌ها در نظر گرفته نمی‌شود.

#### پذیرش سازمانی تأییدی و نفی‌کننده هویت
این بعد به میزان تأیید یا رد هویت شخصی کارکنان جدید در فرایند پذیرش سازمانی اشاره دارد.
در پذیرش سازمانی تأییدکننده هویت، سازمان بر ویژگی‌های مثبت کارکنان جدید که برای سازمان مفید هستند، تأکید می‌کند. با استفاده از این روش، سازمان از مهارت‌ها، ارزش‌ها و نگرش‌های قبلی آن‌ها بهره می‌برد.
سازمان‌ها از روش پذیرش سازمانی نفی‌کننده هویت، برای رد و نادیده گرفتن ویژگی‌های شخصی کارکنان جدید استفاده می‌کنند. هدف این پذیرش سازمانی، همسان‌سازی کارکنان با ارزش‌های محیط کار است. بسیاری از سازمان‌ها از کارکنان جدید می‌خواهند تا با گذشته خود قطع ارتباط کرده و عادت‌های قدیمی خود را فراموش کنند تا بر اساس مفروضات جدید، یک تصویر شخصی جدید برای خود بسازند.
بنابراین، تاکتیک‌های به کار گرفته شده در فرایند پذیرش سازمانی تاثیرگذار هستند زیرا نوع اطلاعاتی که کارکنان جدید دریافت می‌کنند را تعریف می‌کنند و مشخص می‌کنند که این اطلاعات از چه منبعی در اختیار کارکنان جدید قرار می‌گیرد. همچنین میزان سهولت دسترسی کارکنان جدید به این اطلاعات را تعیین می‌کنند.

### مدل جونز (۱۹۸۶)
بر اساس کارهای ون مانن و شاین، جونز (۱۹۸۶) پیشنهاد کرد که شش عنصر قبلی را می‌توان به دو دسته اصلی کاهش داد: پذیرش سازمانی نهادی و پذیرش سازمانی فردی.
شرکت‌هایی که از تاکتیک‌های پذیرش سازمانی نهادی استفاده می‌کنند، برنامه‌های مرحله به مرحله، رویکرد گروهی و برنامه‌های منتوری را اجرا می‌کنند. یک مثال از این مورد، دانشجویان سال اول دانشگاه‌ها هستند که ممکن است قبل از شروع کلاس‌ها در برنامه‌های معارفه شرکت کنند.
در مقابل، برخی سازمان‌ها از تاکتیک‌های پذیرش سازمانی فردی استفاده می‌کنند. در این روش، کارمند جدید بلافاصله شروع به کار در موقعیت جدید خود می‌کند و در حین کار، هنجارها، ارزش‌ها و انتظارات شرکت را کشف می‌کند. در این سیستم، افراد برای به دست آوردن اطلاعات و ایجاد روابط کاری نقش فعال‌تری بر عهده دارند.

### برنامه‌های رسمی معارفه
صرف نظر از تاکتیک‌های پذیرش سازمانی که به کار گرفته می‌شود، برنامه‌های رسمی معارفه می‌توانند درک فرهنگ سازمانی را تسهیل کنند و کارکنان جدید را با نقش‌های کاری و محیط اجتماعی سازمان آشنا سازند.
برنامه‌های رسمی معارفه معمولاً شامل سخنرانی‌ها، ویدیوها و موارد مکتوب است. سازمان‌ها برای استانداردسازی برنامه‌های آموزشی در سراسر شعب خود، از روش‌های جدیدتری مانند آموزش‌های مبتنی بر کامپیوتر و اینترنت استفاده می‌کنند. بررسی منابع نشان می‌دهد که برنامه‌های معارفه در انتقال اهداف، تاریخچه و ساختار قدرت شرکت موفق عمل کرده‌اند.

### نیروگیری
رویدادهای استخدام یا نیرویابی نقش کلیدی در شناسایی کارجویان مناسب برای سازمان ایفا می‌کنند. این رویدادها به کارجویان این امکان را می‌دهند تا اطلاعات اولیه‌ای در مورد انتظارات سازمان و فرهنگ سازمانی به دست آورند.
شرکت‌ها با ارائه‌ی یک پیش‌نمایش واقع‌بینانه از فضای کاری سازمان، می‌توانند کارجویان نامناسب را از همان ابتدا فیلتر کنند. همچنین، افراد می‌توانند با شرکت در این رویدادها، آژانس‌های کاریابی که بیشترین همخوانی را با ارزش‌ها، اهداف و انتظارات شخصی آن‌ها دارند، شناسایی کنند. تحقیقات نشان داده است که کارکنان جدیدی که قبل از شروع فرایند پذیرش سازمانی، اطلاعات زیادی در مورد شغل به دست می‌آورند، سازگاری بهتری پیدا می‌کنند.
علاوه بر رویدادهای استخدام، سازمان‌ها می‌توانند با ارائه فرصت‌های کارآموزی، پیش‌نمایش واقع‌بینانه‌ای از شغل به کارجویان ارائه دهند.

### هدایتگری یا منتورشیپ
تحقیقات نشان داده‌اند که هدایتگری نقش مهمی در فرایند پذیرش سازمانی کارکنان جدید ایفا می‌کند. استروف و کوزووفسکی (۱۹۹۳) دریافتند که کارکنان جدیدی که از راهنمایی یک فرد باتجربه‌تر برخوردار بوده‌اند، نسبت به کارکنان جدید بدون راهنما، دانش بیشتری در مورد سازمان کسب کرده‌اند. راهنمایان می‌توانند با ارائه مشاوره و حمایت اجتماعی به کارکنان جدید کمک کنند تا انتظارات خود را بهتر مدیریت کرده و در محیط جدید احساس راحتی بیشتری داشته باشند. 
چتمن (۱۹۹۱) دریافت که کارکنان جدیدی که با یک راهنمای تعیین‌شده وقت گذرانده و در رویدادهای اجتماعی شرکت شرکت کرده‌اند، احتمال بیشتری دارد که همسو با ارزش‌های کلیدی فرهنگ سازمانی شوند.
تحقیقات همچنین بر اهمیت تطابق ویژگی‌های جمعیت‌شناختی بین راهنمایان (منتورها) و کارآموزان سازمانی تأکید کرده‌اند. انشر و مورفی (۱۹۹۷) تأثیر شباهت (نژاد و جنسیت) بر میزان تماس و کیفیت روابط منتورینگ را بررسی کردند. 
آنچه اغلب برنامه‌های همسوسازی سریع را از برنامه‌های کندتر متمایز می‌کند، وجود یک راهنما نیست، بلکه وجود یک هم‌راه است. هم‌راه کسی است که کارکنان جدید می‌توانند به راحتی از او سوالات پیش پا افتاده («چگونه لوازم اداری سفارش بدهم؟») یا سوالات حساس («نظر چه کسی واقعاً در اینجا اهمیت دارد؟») را بپرسند. هم‌راهان می‌توانند به برقراری روابط با همکاران به شیوه‌ای کمک کنند که مدیران کارکنان جدید همیشه قادر به تسهیل آن نیستند.

### همسوسازی آنلاین
در همسوسازی آنلاین یا همسوسازی دیجیتال، فرایند آموزش همسوسازی یا آنبوردینگ کارکنان جدید، کاملا به صورت آنلاین یا نیمه آنلاین انجام می‌گیرد. همسوسازی فرایندی است که در آن، کارکنان جدید با شرکت و فرهنگ آن آشنا می‌شوند و ابزار و دانش لازم برای تبدیل شدن به اعضای مؤثر تیم را به دست می‌آورند.
در آنبوردینگ آنلاین، سازمان‌ها می‌توانند از فناوری برای رصد کردن فرایند همسوسازی، خودکار کردن فرم‌های اولیه، پیگیری پیشرفت کارکنان جدید و شناسایی نیاز آن‌ها به کمک بیشتر در طول آموزش، بهره‌مند شوند.

#### مزایای همسوسازی آنلاین
در مقایسه با همسوسازی سنتی به صورت حضوری، مزایای اصلی همسوسازی آنلاین عبارتند از:
- کاهش بار کاری تیم مدیریت: دیگر نیازی نیست که تیم مدیریت به صورت حضوری و تک‌به‌تک، همان مطالب را برای کارکنان جدید تکرار کنند.
- پوشش کامل موضوعات: همسوسازی آنلاین تضمین می‌کند که تمام موضوعات ضروری به طور کامل پوشش داده می‌شود و کارکنان جدید آن‌ها را به درستی متوجه می‌شوند.
- آموزش یکسان برای همه: آموزش به صورت یکسان و باکیفیت برای همه کارکنان جدید ارائه می‌شود.
- انعطاف‌پذیری: کارکنان جدید می‌توانند بخش‌های مختلف فرایند همسوسازی آنلاین را به صورت مستقل و با سرعت دلخواه خود طی کنند.
- دسترسی دائمی به منابع: کارکنان جدید می‌توانند در صورت نیاز و در هر زمان به منابع آموزشی دسترسی داشته باشند.[۱۸]

#### معایب همسوسازی آنلاین
در مقایسه با همسوسازی سنتی حضوری، معایب همسوسازی آنلاین عبارتند از:
- پیچیدگی در طراحی: طراحی و اجرای یک فرایند همسوسازی آنلاین کارآمد و مؤثر، نیازمند تفکر و برنامه‌ریزی دقیق‌تری نسبت به فرایند سنتی است.
- کاهش تعاملات رودررو: همسوسازی آنلاین برخلاف همسوسازی حضوری، امکان برقراری ارتباط مستقیم بین کارشناس همسوسازی و کارکنان جدید را فراهم نمی‌کند.
- محدودیت در برقراری ارتباط و ایجاد روابط شخصی: همسوسازی سنتی به دلیل ماهیت رودررو بودن، امکان ارتباط مؤثرتر، ایجاد روابط شخصی و حفظ انگیزه کارکنان جدید در طول فرایند را فراهم می‌کند.[۱۹]

## انطباق با محیط کار کارکنان

### تعریف مشخص نقش کارکنان
شفافیت نقش و جایگاه به میزان درک کارکنان جدید از مسئولیت‌های شغلی و نقش سازمانی آن‌ها اشاره دارد. یکی از اهداف فرایند همسوسازی، کمک به افراد تازه‌وارد برای کاهش ابهام و سهولت انجام وظایف به صورت صحیح و کارآمد است.
از آنجایی که اغلب بین مسئولیت‌های اصلی ذکر شده در شرح شغل و وظایف خاص و تکراری که کارکنان برای موفقیت در نقش خود باید آن‌ها را انجام دهند، تناقض وجود دارد، آموزش مدیران برای بحث در مورد انتظارات دقیق خود از کارکنان، امری ضروری است. 
یک برنامه‌ی همسوسازی ضعیف ممکن است منجر به عملکرد پایین‌تر از حد انتظار کارکنان شود، زیرا آن‌ها از نقش و مسئولیت‌های دقیق خود مطمئن نیستند. برنامه‌ی همسوسازی قوی، باعث افزایش قابل توجه بهره‌وری کارکنان می‌شود؛ زیرا آن‌ها درک بهتری درباره انتظارات از خود دارند.
سازمان‌ها از افزایش شفافیت نقش برای کارمند جدید سود می‌برند. تعریف مشخص نقش افراد در سازمان، نه تنها به معنای افزایش بهره‌وری است، بلکه با رضایت شغلی و تعهد سازمانی کارکنان نیز مرتبط است.

### خودکارآمدی
خودکارآمدی به این معناست که کارکنان جدید تا چه حد خود را قادر به انجام موفقیت‌آمیز و به سرانجام رساندن مسئولیت‌های خود می‌دانند. کارکنانی که احساس می‌کنند می‌توانند وظایف خود را به درستی انجام دهند، عملکرد بهتری نسبت به کسانی دارند که در موقعیت جدید خود احساس فشار و سردرگمی می‌کنند. تحقیقات نشان داده است که رضایت شغلی، تعهد سازمانی و میزان ترک خدمت کارکنان همگی با احساس خودکارآمدی آن‌ها مرتبط است.
تحقیقات نشان می‌دهد که محیط‌های کاری که بر کار تیمی و استقلال کارکنان تأکید دارند به افزایش احساس شایستگی کمک می‌کنند. همچنین، حمایت همکاران تأثیر بیشتری نسبت به حمایت مدیران بر احساس خودکارآمدی دارد.

### پذیرش اجتماعی
پذیرش اجتماعی به کارکنان جدید احساس حمایت لازم برای موفقیت را القا می‌کند. در حالی که شفافیت نقش و خودکارآمدی برای توانایی تازه‌واردان در برآوردن الزامات شغلی اهمیت دارد، اما احساس «تعلق داشتن» می‌تواند تأثیر بسزایی بر نگاه فرد به محیط کار داشته باشد و همانطور که نشان داده شده، تعهد به سازمان را افزایش داده و میزان ترک خدمت را کاهش می‌دهد.
برای اینکه فرایند همسوسازی مؤثر باشد، کارکنان جدید باید از طریق برقراری ارتباط اجتماعی با همکاران و مدیران و همچنین شرکت در فعالیت‌های گروهی با سایر کارکنان، در فرایند همسوسازی خود مشارکت کنند. 
مدت زمان استخدام نیز بر پذیرش اجتماعی تأثیر می‌گذارد. این مدت زمان اغلب بر میزان تمایل یک کارمند برای تغییر به منظور حفظ انسجام گروهی تأثیر می‌گذارد. افرادی که با انتظار یک موقعیت بلندمدت استخدام می‌شوند، به احتمال زیاد برای سازگاری با گروه اصلی تلاش می‌کنند و از ایجاد درگیری‌های عمده اجتناب می‌ورزند. در مقابل، کارکنانی که برای مدت کوتاهی استخدام می‌شوند، اغلب تمایل کمتری به حفظ همبستگی با همکاران خود دارند. این موضوع بر سطح پذیرش از سوی گروه‌های کارکنان موجود تأثیر می‌گذارد که به چشم‌انداز شغلی آینده فرد تازه‌وارد و تمایل او برای وفق‌پذیری بستگی دارد.
هویت نیز بر پذیرش اجتماعی تأثیر می‌گذارد. در صورتی که فردی با هویت به حاشیه رانده شده احساس کند پذیرفته نشده است، با پیامدهای منفی روبرو خواهد شد. تحقیقات نشان داده است که کارکنان ال‌جی‌بی‌تی‌کیو که هویت خود را در محل کار پنهان می‌کنند، بیشتر در معرض مشکلات روحی و روانی و همچنین بیماری‌های جسمی قرار دارند. همچنین، به احتمال زیاد احساس رضایت شغلی و تعهد پایین‌تری نسبت به شغل خود را تجربه می‌کنند. 
کارکنانی که دارای معلولیت هستند ممکن است به دلیل باورهای همکاران در مورد توانایی آن‌ها برای انجام وظایفشان، برای پذیرفته شدن در محل کار دچار مشکل شوند. کارکنان سیاه‌پوستی که در محل کار پذیرفته نمی‌شوند و با تبعیض روبرو هستند، با کاهش رضایت شغلی مواجه می‌شوند که می‌تواند منجر به عملکرد ضعیف آن‌ها در محل کار شود و در نهایت از نظر مالی و نیروی انسانی هزینه‌هایی را برای سازمان به دنبال داشته باشد.

### آشنایی با فرهنگ سازمانی
آشنایی با فرهنگ سازمانی به میزان درک کارکنان جدید از ارزش‌ها، اهداف، نقش‌ها، هنجارها و محیط کلی سازمان اشاره دارد. برای مثال، برخی از سازمان‌ها ممکن است قوانین نانوشته اما بسیار سخت‌گیری در مورد چگونگی تعامل با افراد مافوق داشته باشند یا اینکه اضافه کاری به عنوان یک عرف و انتظار تلقی شود.
آشنایی با فرهنگ سازمانی برای فردی که می‌خواهد با شرکت جدید خود سازگار شود، اهمیت دارد. این آشنایی باعث پذیرش اجتماعی و همچنین انجام وظایف کاری به روشی که مطابق با استانداردهای شرکت باشد، می‌شود. به طور کلی، آشنایی با فرهنگ سازمانی با افزایش رضایت شغلی و تعهد، و همچنین کاهش میزان ترک خدمت کارکنان مرتبط است.

## پیامدهای فرایند همسوسازی
در گذشته، سازمان‌ها تأثیر شیوه‌های کسب‌وکار بر شکل‌گیری نگرش‌های دائمی کارکنان را نادیده می‌گرفتند و اهمیت آن را بر موفقیت مالی دست‌کم می‌گرفتند. 
نگرش شغلی کارکنان از دیدگاه سازمان‌ها به دلیل ارتباط آن با تعهد شغلی کارکنان، بهره‌وری و عملکرد شغلی آن‌ها، اهمیت ویژه‌ای دارد. نگرش‌های مرتبط با تعهد شغلی کارکنان مانند تعهد سازمانی یا رضایت شغلی، عوامل مهمی در عملکرد کاری آن‌ها هستند. این امر منجر به سود مالی قابل توجهی برای سازمان‌ها می‌شود. همانطور که تحقیقات نشان داده است، افرادی که از شغل خود راضی هستند و تعهد سازمانی دارند، به احتمال زیاد عملکرد بهتر و نرخ ترک خدمت پایین‌تری دارند. 
کارکنان بی‌تعهد از نظر کندی عملکرد و هزینه‌های احتمالی بازاستخدام، برای سازمان‌ها بسیار پرهزینه هستند. با اجرای فرایند همسوسازی، می‌توان انتظار پیامدهای کوتاه‌مدت و بلندمدت را داشت.
پیامدهای کوتاه‌مدت شامل خود کارآمدی، شفافیت نقش و یکپارچه‌سازی اجتماعی است. خودکارآمدی یعنی اطمینان و اعتمادبه‌نفسی که کارمند جدید هنگام شروع یک شغل جدید دارد. شفافیت نقش مربوط به انتظارات و دانش کارکنان در مورد جایگاه شغلی است. یکپارچه‌سازی اجتماعی یعنی روابط جدیدی که کارکنان جدید برقرار می‌کنند و میزان آسایش آن‌ها در این روابط، پس از تثبیت در آن جایگاه شغلی.
پیامدهای بلندمدت شامل تعهد سازمانی و رضایت شغلی است. میزان رضایت کارمند پس از فرایند همسوسازی، نقش تعیین‌کننده‌ای در موفقیت یا عدم موفقیت شرکت ایفا می‌کند.

## محدودیت‌ها و انتقاداتی بر تئوری همسوسازی
پذیرش سازمانی، با وجود اینکه به فرایند کاهش عدم قطعیت در محیط کار کمک کرده، برای همه سازمان‌ها الزاماً مفید نیست. تحقیقات جونز (۱۹۸۶) و آلن و مایر (۱۹۹۰) نشان می‌دهد که تاکتیک‌های پذیرش سازمانی با تعهد شغلی کارکنان مرتبط است، اما با شفافیت نقش آن‌ها رابطه‌ی معکوس دارد.
تاکتیک‌های رسمی پذیرش سازمانی، با وجود اینکه به تازه‌واردان در فرایند یادگیری «قواعد بازی» کمک می‌کند، در عین حال می‌تواند مانع از تجربه کامل مسئولیت‌های شغلی آن‌ها شود. این امر در بلندمدت می‌تواند به سردرگمی در مورد نقش و وظایف آن‌ها در سازمان بینجامد.
سازمان‌ها در برخی موارد به طور عمدی به دنبال ایجاد عدم تناسب جزئی فرد با سازمان هستند. این کار با هدف تشویق به رفتارهای نوآورانه برای دستیابی به اهداف سازمانی انجام می‌شود. در برخی از فرهنگ‌های سازمانی، ایجاد ابهام و عدم قطعیت بیشتر، با وجود احتمال کاهش تعهد سازمانی، ممکن است به عنوان یک استراتژی پذیرفته شود.
علاوه بر این، پژوهشگران حوزه‌ی پذیرش سازمانی دغدغه‌های زیادی در مورد مدت زمان انطباق افراد تازه‌وارد با محیط کار دارند. تعیین نقش زمان در این فرایند با دشواری‌های زیادی همراه بوده است. با این حال، پس از مشخص شدن مدت زمان لازم برای سازگاری و انطباق، سازمان‌ها می‌توانند در مراحل مختلف این فرایند، توصیه‌های به‌جا و متناسب با آن مرحله ارائه دهند که بر روی مهم‌ترین جنبه‌های آن مرحله تمرکز دارد.
برخی انتقادات دیگر به فرایند پذیرش سازمانی، استفاده از جلسات آموزشی ویژه‌ای است که برای آشنایی کارکنان جدید با سازمان و تقویت تعهد سازمانی آن‌ها برگزار می‌شود. اگرچه ماهیت این جلسات اغلب رسمی و تشریفاتی توصیف شده است، اما برخی مطالعات نشان می‌دهند که این جلسات برای کارکنان جدید ناخوشایند یا حتی آسیب‌زا بوده‌اند. با وجود اینکه جلسات آموزشی، یکی از تاکتیک‌های رایج پذیرش سازمانی به شمار می‌روند، اما به نظر نمی‌رسد که کارکنان آن‌ها را مفید بیابند. همچنین، هیچ پژوهشی تاکنون، شواهدی دال بر اثربخشی این جلسات ارائه نکرده است.

## همسوسازی مدیران جدید
این عبارت به فرایند به کارگیری اصول کلی همسوسازی برای کمک به مدیران جدید در تبدیل شدن به اعضای اثرگذار سازمان اشاره دارد. این فرایند شامل کسب دانش و مهارت‌، تطبیق‌پذیری، ادغام در سازمان و تسریع روندِ اثرگذاریِ مدیران جدید می‌شود.
تیم‌های استخدامی بر اهمیتِ به‌حداکثر رساندنِ دوره‌ی «ماه عسل» مدیران جدید در سازمان تأکید می‌کنند. این دوره، که حدود ۹۰ تا ۱۰۰ روز اول یا کل سال اول توصیف می‌شود، دوره‌ای است که مدیران جدید با انگیزه و خوش‌بینی بالایی کار خود را آغاز می‌کنند.
همسوسازی اثربخش مدیران جدید یکی از مهم‌ترین مشارکت‌هایی است که مدیران استخدام، سرپرست‌های مستقیم و متخصصان منابع انسانی می‌توانند در راستای موفقیت بلندمدت سازمان داشته باشند. فرایند درست همسوسازی مدیران جدید می‌تواند منجر به افزایش بهره‌وری، حفظ مدیران بااستعداد و تقویت فرهنگ سازمانی شود.
تحقیقات نشان می‌دهد که ۴۰ درصد از مدیران جدیدی که در سطوح بالا استخدام می‌شوند، در صورت عدم اجرای فرایند پذیرش سازمانی مؤثر، طی ۱۸ ماه مجبور به ترک سازمان می‌شوند، در کار خود شکست می‌خورند یا کنار گذاشته می‌شوند.
فرایند همسوسازی برای مدیرانی که از خارج از سازمان استخدام می‌شوند، بسیار باارزش است. این مدیران اگر از حمایت و راهنماییِ یک فرایند همسوسازیِ رسمی برخوردار نباشند، در مواجه با موقعیت‌های پیچیده، ممکن است در شناساییِ خطرات و ریسک‌های شخصی، سازمانی و مرتبط با نقششان با مشکل مواجه شوند. هم‌سوسازی همچنین ابزاری ضروری برای مدیرانی است که به موقعیت‌های شغلی جدید ارتقا پیدا می‌کنند یا از یک واحد تجاری به واحد دیگری منتقل می‌شوند.

## پذیرش سازمانی در شرکت‌های آنلاین
اثربخشیِ فرایندِ پذیرش سازمانی در شرکت‌های آنلاین به ساختار و شیوه‌ی ارتباطات درون آن سازمان و همچنین سهولتِ پیوستن یا ترکِ سازمان بستگی دارد. این ابعاد، تفاوت‌های کلیدی سازمان‌های آنلاین با سازمان‌های سنتی که به صورت حضوری فعالیت می‌کنند را نشان می‌دهند. این نوع از ارتباطات در سازمان‌های آنلاین، ایجاد و حفظِ روابط اجتماعی با سایر اعضای گروه را دشوار می‌کند و در نتیجه، تعهد سازمانی را ضعیف‌تر می‌سازد. همچنین، پیوستن و ترکِ جوامع آنلاین معمولاً از نظر هزینه نسبت به سازمان‌های استخدامیِ سنتی، کم‌هزینه‌تر است که همین امر منجر به سطح پایین‌تری از تعهد می‌شود.
فرایندهای پذیرش سازمانی در اکثر جوامع آنلاین، در مقایسه با فرآیندهای مشابه در سازمان‌های سنتی، غیررسمی و فردی هستند. برای مثال، لِرکِرها در جوامع آنلاین معمولاً فرصتی برای هدایتگری یا منتورشیپ رسمی ندارند، زیرا احتمال کمتری وجود دارد که اعضای قدیمی آن‌ها را بشناسند.
یک مثال دیگر، پروژه‌های ویکی در ویکی‌پدیا هستند. این گروه‌ها که بر انجام وظایف مشخص تمرکز دارند، به ندرت از روش‌های رسمیِ پذیرش سازمانی برای اعضای جدیدی که به آن‌ها ملحق می‌شوند، استفاده می‌کنند؛ چرا که به‌ندرت برای افراد تازه‌وارد، مربی یا منتور تعیین می‌کنند یا دستورالعمل‌های مشخصی ارائه می‌دهند. نمونه‌ی سوم، فرایند پذیرش سازمانی تازه‌واردان در جامعه‌ی توسعه‌ی نرم‌افزار متن‌باز پایتون است. با وجود گردش کار مشخص و نقش‌های اجتماعی متمایز، فرایند پذیرش سازمانی همچنان غیررسمی است.

## توصیه‌هایی برای متخصصان حوزه جذب و استخدام
پژوهشگران در اسلون ام‌آی‌تی پیشنهاد می‌کنند که متخصصان حوزه‌ی جذب و استخدام، به دنبال طراحیِ استراتژی همسوسازی‌ای باشند که ویژگی‌های فردیِ کارکنان جدید را در نظر بگیرد و رفتارهای پیش‌دستانه‌ای مانند جستجوی اطلاعات را تشویق کند. این رفتارها به تسهیلِ درکِ شفاف از نقش، خودکارآمدی، پذیرش اجتماعی و آگاهی از فرهنگ سازمانی کمک می‌کند.
تحقیقات به طور مداوم نشان داده‌اند که اجرای چنین رویکردی، نتایج باارزشی به مانند رضایت شغلی بالا (میزان لذت بردن فرد از ماهیت کارش)، تعهد سازمانی (احساسی که فرد نسبت به سازمان پیدا می‌کند)، عملکرد شغلیِ بهتر کارکنان و کاهش نرخ جابجایی و تمایل کمتر به ترک سازمان به همراه دارد. تحقیقات نشان می‌دهد که از نظر ساختاری، اجرای رسمی و نهادینه‌شده‌ی فرآیند همسوسازی، مؤثرترین روش برای ورود و آشنایی کارکنان جدید با سازمان است.
کارکنان جدیدی که اینگونه دوره‌ها را تکمیل می‌کنند، در مقایسه با افرادی که تحت تاکتیک‌های فردمحور، فرایند همسوسازی را پشت سر می‌گذارند، نگرش شغلی مثبت‌تر و نرخ خروج پایین‌تر از سازمان را تجربه می‌کنند. 
همچنین، شواهد حاکی از آن است که روش‌های همسوسازی حضوری نسبت به روش‌های مجازی، مؤثرتر هستند. اگرچه به نظر می‌رسد استفاده از دوره‌های آموزشی مبتنی بر کامپیوتر در ابتدا برای یک شرکت کم‌هزینه‌تر است، اما برخی تحقیقات قبلی نشان داده‌اند که کارکنان از طریق دوره‌های حضوری چیزهای بیشتری در مورد نقش‌ها و فرهنگ سازمانی خود می‌آموزند.